# Oued Mellègue
L’oued Mellègue est un oued de 130 kilomètres s'écoulant dans l'ouest de la Tunisie. Son bassin versant est en partie en Algérie. C'est un affluent de la Medjerda.

## Géographie
Il coule du sud au nord et traverse les gouvernorats du Kef et de Jendouba.
Le barrage Mellègue se trouve sur son cours.

## Histoire
En 1628, un traité de paix est signé entre les régences d'Alger et de Tunis à la suite de la guerre algéro-tunisienne de 1628. L'oued Mellègue continue à servir comme frontière entre les deux territoires.